# Robecchetto con Induno
Robecchetto con Induno település Olaszországban, Lombardia régióban, Milánó megyében. Lakosainak száma 4770 fő (2023. január 1.). Robecchetto con Induno Castano Primo, Cuggiono, Galliate és Turbigo községekkel határos.

## Népesség
A település lakossága az elmúlt években az alábbi módon változott:
| Lakosok száma | 4893 | 4885 | 4863 | 4770 |
|               | 2013 | 2017 | 2018 | 2023 |